# رأس تريبيوليشن
رأس تريبيوليشن Cape Tribulation هي راس يابسة ومنطقة ساحلية تقع في شاير دوغلاس في شمال كوينزلاند في أستراليا. بلغ عدد سكان المنطقة حوالي 123 نسمة في تعداد عام 2021.